# Oberndorf (Ebersberg)
Oberndorf ist ein Gemeindeteil der Gemeinde Ebersberg im oberbayerischen Landkreis Ebersberg. Das Pfarrdorf liegt circa zwei Kilometer östlich von Ebersberg.

## Geschichte
Der Altpfarrei Oberndorf wurden um 1000 die neugegründete Filialkirche in Frauenneuharting sowie die Kirchen in Haging und Lauterbach zugewiesen. Um das Jahr 1310 wurde durch das Kloster Ebersberg unter Abt Otto Siegersdorfer die St. Georgskirche in Obersdorf errichtet. Während nur noch der Altarraum des ursprünglichen Bauwerks erhalten war, wurde dieser 1725 erneuert und stuckiert.
An Oberndorf vorbei verläuft die Bahnstrecke Grafing–Wasserburg. Mit der Eröffnung des Teilstücks Ebersberg–Wasserburg 1905 erhielt auch Oberndorf mittels eines Haltepunkts Anschluss an diese. Der Haltepunkt wurde zusammen mit demjenigen des Nachbarorts Neuhausen 1981 wegen des geringen Fahrgastaufkommens von der Bundesbahn stillgelegt. Seitdem gibt es immer wieder Bemühungen seitens der Gemeinde Oberndorf bzw. Stadt Ebersberg, wieder einen Haltepunkt in Oberndorf zu errichten, jedoch ohne Erfolg.
1968 eröffnete die Gemeinde die Volksschule Oberndorf, welche bis heute als Grundschule existiert. Die Baukosten für die Gebäude betrugen rund 900.000 D-Mark.
Im Zuge der Gebietsreform in Bayern in den 1970er-Jahren wurde die Gemeinde Oberndorf in die Stadt Ebersberg eingemeindet.

## Baudenkmäler
- Katholische Filialkirche St. Georg